# Diálogo a Seis

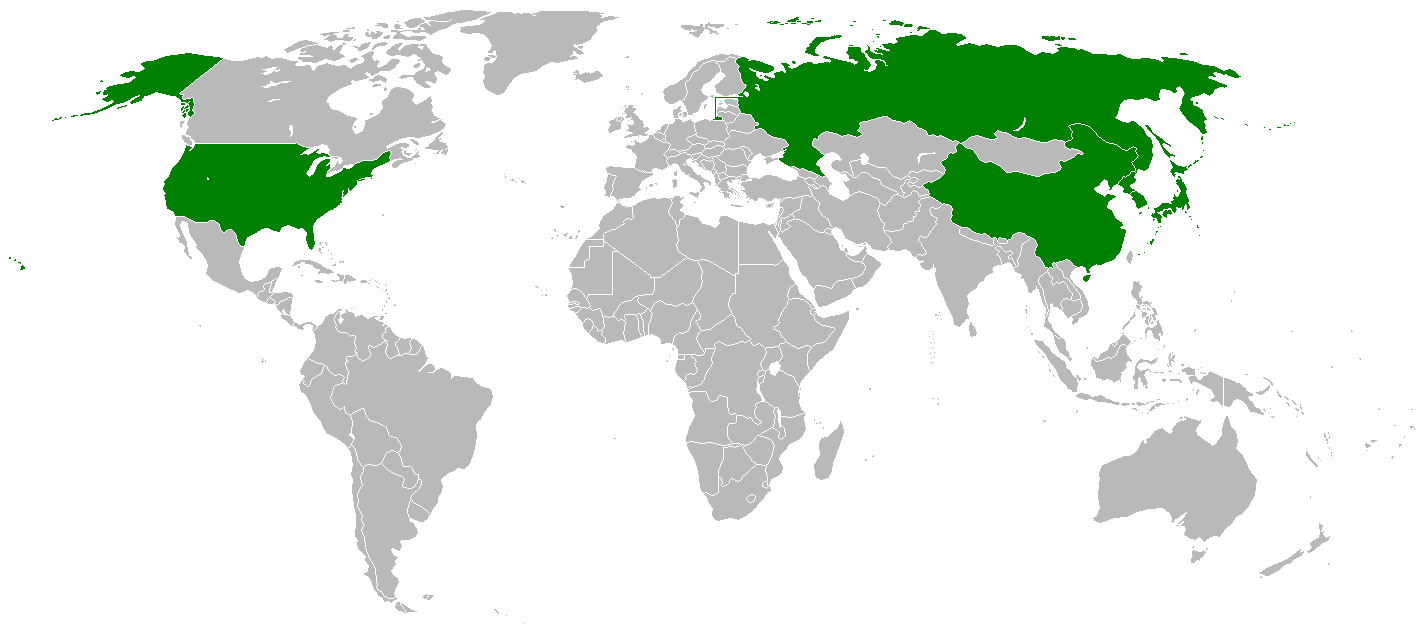
Mapa-múndi dos integrantes do grupo

O Diálogo a Seis, também conhecido como Grupo dos Seis ou Seis Negociadores, é um grupo estabelecido para o diálogo e resolução pacífica das preocupações relativas à segurança vindas com o desenvolvimento programa nuclear da Coreia do Norte. Houve uma série de encontros entre os seis negociadores, que são:
- Coreia do Sul
- Coreia do Norte
- Estados Unidos
- China
- Japão
- Rússia

Essas negociações resultaram da saída da Coreia do Norte do Tratado de Não Proliferação Nuclear (TNP) em 2003. Os ganhos aparentes após a quarta e quinta rodadas foram revertidos por eventos externos. Cinco rodadas de negociações de 2003 a 2007 produziram pouco progresso líquido  até a terceira fase da quinta rodada de negociações, quando a Coréia do Norte concordou em fechar suas instalações nucleares em troca de ajuda para combustível e medidas para a normalização das relações com o Estados Unidos e Japão. Respondendo com raiva à Declaração Presidencial do Conselho de Segurança das Nações Unidas emitida em 13 de abril de 2009, que condenou o fracasso do lançamento do satélite norte-coreano, a RPDC declarou em 14 de abril de 2009 que sairia das negociações a seis e que retomaria seu programa de enriquecimento nuclear para aumentar sua dissuasão nuclear. A Coreia do Norte também expulsou todos os inspetores nucleares do país.